# 學政
學政，全稱提督學政，別稱學使、学台，古代學官名。

## 歷史沿革
學政一般由翰林学士或進士出身的侍郎、京堂、翰、詹、科、道、部屬等京官擔任，职责是“掌一省学校、士习、文风之政令”，例如主持院試，選拔秀才，並督察各地學官。每省一人，地位在总督、巡抚之下，与布政使（藩使）、按察使（臬使）平行，稱藩臬學。
明正统元年（1436年），在布政使司下设立儒学提举司，设提学官（也称学政使、人稱儒宪，学宪、督学）一名，一般由按察司副使或佥事担任。南直、北直任用监察御史各一员任提学官。景泰元年（1450年）废止了上述机构制度。天顺六年（1462年），又恢复了上述机构制度。沿袭至1905年廢科舉，奏定《各廳州縣勸學所章程》，學政裁撤，各省改設提學使司，有提學使一人， 正三品。
清朝由翰林及進士出身的部院京官中選派，各帶原銜品級，任期三年。不論本人官階大小，在任學政期間，與督、撫平行，在藩、臬之上。
提督學政直屬中央，無俸，年養廉銀3200兩。門子、轎傘扇夫共11名，快手12名，皂隸、聽事共14名，通共37名。提督學政職權為：掌管全省學校生員考課升降事，掌理歲、科二試，屆時巡歷所屬府、州，考查諸生的文才、品行、學習勤惰，並對所屬學官進行考核；參予全省政務，凡省內興革之類重大事宜，均參加會議並與巡撫、藩、臬會商以行。